# Cultura yaz

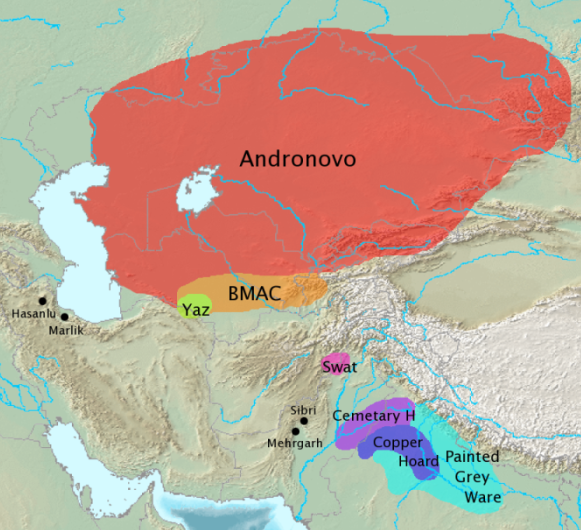
Estas culturas arqueológicas estuvieron relacionadas con la migración indoirania desde el norte (según la Enciclopedia de cultura indoeuropea):
- el complejo arqueológico Bactria-Margiana (BMAC) y
- la cultura andrónovo
- la cultura yaz
Culturas candidatas a haber estado relacionadas con los movimientos indoarios:
- la cultura del río Swat o cultura de las tumbas de Gandhara (Swat),
- la cultura del Cementerio H (Cemetery H),
- la cultura de los depósitos de cobre (Copper Hoard) y
- la cultura de la cerámica gris pintada (Painted Grey Ware).

La cultura yaz es una cultura de principios de la Era del Hierro en Bactria y Margiana, que se desarrolló entre el 1500 y el 1100 a. C.
Algunos creen que podría ser la prueba arqueológica de la existencia de la cultura irania oriental que se describe en el Avesta.
Hasta la actualidad no se han encontrado enterramientos en esta cultura, lo que se toma como evidencia de la práctica zoroástrica de la exposición a las aves de rapiña (lo que se llama eufemísticamente «enterramiento en el cielo».